# Errand
「Errand」（エランド）は、飛蘭の3枚目のシングル。2010年1月27日にLantisから発売された。

## 概要
テレビアニメ『聖痕のクェイサー』のオープニングテーマ。「mind as Judgment」以来のタイアップ曲である。ジャケットには本編の主人公、サーシャ（本名：アレクサンドル＝ニコラエビッチ＝ヘル）が描かれている。

## 収録曲
1. Errand [4:15]
作詞：畑亜貴、作曲・編曲：菊田大介（Elements Garden）
  - テレビアニメ『聖痕のクェイサー』オープニングテーマ
2. scat blue [4:43]
作詞・作曲・編曲：中山真斗（Elements Garden）
3. Errand（off vocal）
4. scat blue（off vocal）

## 収録アルバム
| 曲名      | 収録アルバム | 発売日        | 備考                  |
| --------- | ------------ | ------------- | --------------------- |
| Errand    | 『Polaris』  | 2010年12月1日 | 1stオリジナルアルバム |
| scat blue | 『Polaris』  | 2010年12月1日 | 1stオリジナルアルバム |